# モーリス・ホワイト
モーリス・ホワイト（英: Maurice White, 1941年12月19日 - 2016年2月4日）は、アース・ウィンド・アンド・ファイアーのバンドリーダーで、ミュージシャン。アメリカのテネシー州メンフィス出身。

## 経歴

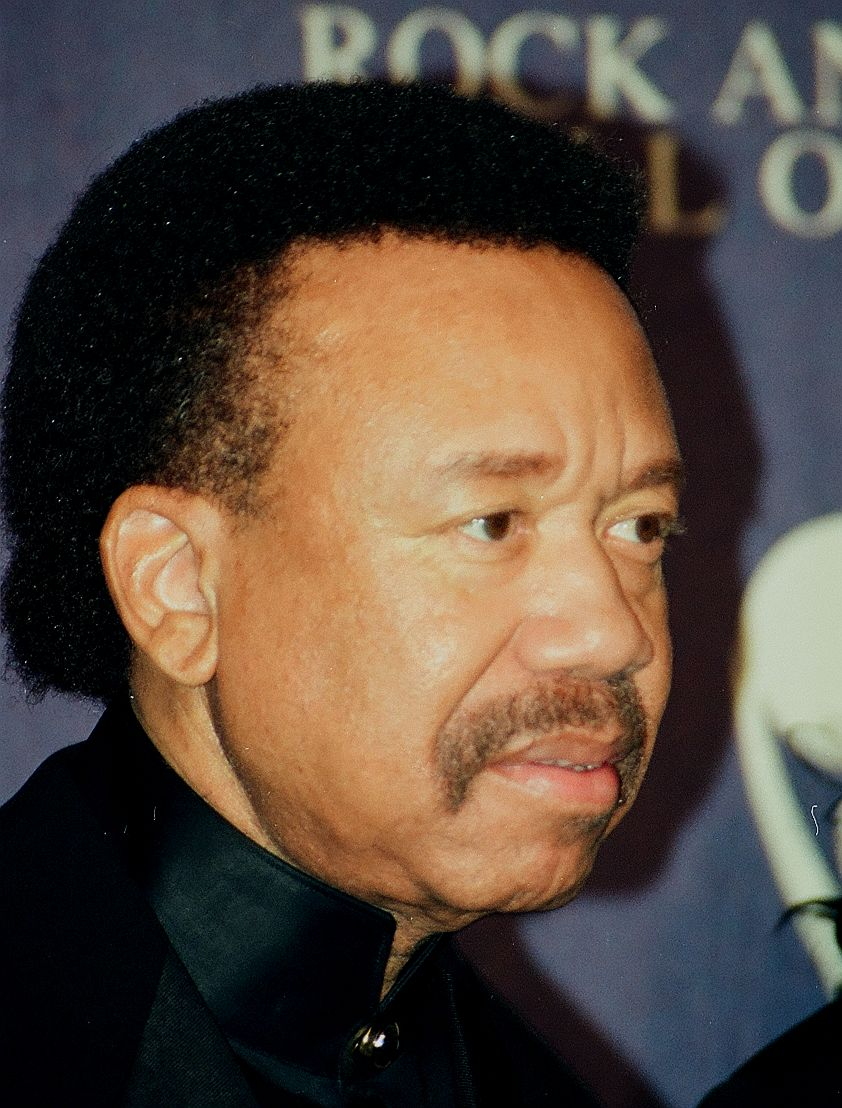
モーリス・ホワイト（2000年）

1941年に、父ヴァーダイン・ホワイト・シニアと母エドナ・パーカーの長男として生まれ、祖父はニューオリンズのホンキートンクのピアニストであった。父に関しては不明だが、母はモーリスら兄弟を彼の母方の祖母に預けて、シカゴに移った。1953年にドラムを始める。ブッカーT.ワシントン・ハイスクールに進学して、後にミュージシャンとなる同級生のデヴィッド・ポーター、後輩のブッカー・T・ジョーンズらとバンドを組んだ。17歳の時に兄弟とともに、医師兼サックス奏者のバーディン・アダムスと再婚した母がいるシカゴに引っ越してきた。
シカゴのハイスクールを卒業して、シカゴにある2年制の音楽院に通い、ベティ・エヴェレトのバンドからキャリアをスタートした。チェス・レコードより電話をうけ、バンドのオーディションを仕切ることになり、彼は専属ドラマーとなり教育を受けた。1966年にピアニストのラムゼイ・ルイスに師事して、彼のバンドに加入する。この頃よりライヴでカリンバを演奏している。
1969年にラムゼイの下を離れ、自身のグループとなる『ソルティ・ペパーズ』を結成し、キャピトル・レコードからシングルを残す。これがアース・ウィンド・アンド・ファイアー（以後EWF）の前身となる。1970年にモーリスは占星術によると土、風、火の要素がある事から、宇宙論を結びつけ、Earth, Wind & Fire（土と風と火）と改名した。また拠点をロサンジェルスに変え、ワーナー・ブラザース・レコードと契約した。『ソルティ・ペパーズ』時代から一緒だった弟のヴァーダイン・ホワイトと、後に加入するフレッド・ホワイトを含めた10人の大所帯バンドとなる。2作リリースするがヒットはしなかった。
1972年にコロムビア・レコードに移籍し、モーリスがスカウトしたフィリップ・ベイリーとラルフ・ジョンソンやラリー・ダンが加入。EWFはモーリスとフィリップのツイン・ヴォーカル、重厚なホーン・セクションが特徴となる。コロムビアには以後1990年まで在籍して、以降は古巣のワーナー・ブラザース・レコードに移籍する。
1975年にはThat's the Way of the World『暗黒への挑戦』を、同名の映画のサウンド・トラックとしてリリースするが、映画はヒットせず。この映画にはモーリスも出演している。
1976年に自己プロダクションのカリンバ・エンタテインメントを設立。"Boogie Wonderland"に参加しているエモーションズやデニース・ウィリアムス、かつての師のラムゼイ・ルイスなどをプロデュースしている。1978年にはCBS/コロムビアの元、ARCレコードを設立。
1983年に発表したElectric Universeより、その大きな売りであったホーン・セクションを捨て、打ち込みによる電子音が特徴となる。このアルバムをリリース後、活動を一時停止、各メンバーはそれぞれソロ活動に移る。モーリスは1985年に、生涯唯一のソロ・アルバムとなる、Maurice Whiteを発表、"I Need You"がヒットチューンとなる。
1987年に"Touch the World"をリリースし、活動を再開したが、弟のフレッド・ホワイトとラリー・ダンは戻らなかった。1990年代に入ると、プロデューサー業にも力を入れるようになる。1994年の全米ツアーには参加せず。1996年にライヴ活動を辞め、自主レーベルのカリンバの活動、プロデューサー業に専念。1997年にモーリスは神経性障害と診断される。「パーキンソン病ではなく、元々神経質であることと、度重なるストレスから、震えが伴うことがある」とモーリスは発言していたが、後にやはりパーキンソン病を患っていたことが明らかになる。以降のEWFの活動はフィリップが中心となっている。またモーリスは同年にラムゼイ・ルイスらのグループアーバン・ナイツの立ち上げにプロデューサーとして関与している。
2004年にモーリスとともにEWFは来日公演したが、これがモーリス込みでの最後の公演となり、アーティストとしては引退した。2007年にはスタックス・レコード（コンコード・レコードにより復活）より、EWFのトリビュート・アルバムInterpetationsをリリース。モーリスはエグゼクティヴ・プロデューサーとしてこのプロジェクトに参加。2008年にはフュージョンミュージシャンのブライアン・カルバートソンのアルバムにもエグゼクティヴ・プロデューサーとして参加している。EWFは2013年に22年ぶりにソニー・ミュージック（コロムビア）に復帰し、ラリー・ダンも30年ぶりに復帰した。
また、モーリスは今までの音楽界の功績で、コロンビア大学とバークリー音楽大学から、名誉学位を受けた。
2016年2月3日の朝（現地時間）に、ロサンジェルスの自宅にて74歳で死去した。彼の訃報はスティーヴィー・ワンダーなどの様々なミュージシャンを始め、当時の大統領のバラク・オバマも追悼のコメントを寄せた。
プライベートでは、1970年にマリリン・ホワイトと結婚して、娘のエデン・ホワイト、ハミア・ホワイトと、父とおなじミュージシャンである息子のカーブラン・ホワイトなどの3人の子供を儲けている。また、孫（カーブランの子供など）もいる。

## エピソード
日本ではDREAMS COME TRUEがEWFに影響を受けていることで知られる。特に中村正人は「僕の音楽の父（いや、神様）」と公言するほどモーリスを崇拝しており、1994年には中村のたっての希望により『WHEREVER YOU ARE』のレコーディングにモーリスがバックボーカルで参加している。中村はモーリスの訃報に接し悲しみを吐露した。
1992年発売の小比類巻かほるのアルバム『FRONTIER』で、「タンジェリン・ムーンナイト」「Frontier」をモーリス・ホワイトがプロデュースをしている。
また、1995年にメジャーデビューしたKAITAのシングルおよびアルバムのプロデュースもしている。